# Artemisia filiformilobulata
Artemisia filiformilobulata là một loài thực vật có hoa trong họ Cúc. Loài này được Y.R.Ling & Puri mô tả khoa học đầu tiên năm 1985.